# Дама с камелијама (представа)
Дама с камелијама је позоришна представа Народног позоришта у Београду, која је премијерно изведена 1. октобра 2013. године.

## Подела улога
Премијерна поставка:
| Глумац                     | Улога           |
| -------------------------- | --------------- |
| Марија Вицковић            | Маргарита Готје |
| Милош Биковић/Јоаким Тасић | Арман Дивал     |
| Небојша Дугалић            | Жорж Дивал      |
| Стела Ћетковић             | Приданс         |
| Калина Ковачевић           | Нанин           |
| Димитрије Илић             | Варвиљ          |
| Александар Ђурица          | Гастон Рије     |
| Слободан Бештић            | Гроф де Жире    |
| Милена Ђорђевић            | Нишета          |
| Лепомир Ивковић            | Густав          |
| Бојана Стефановић          | Олимпија        |